# Leptosphaeria helminthospora
Leptosphaeria helminthospora är en svampart som beskrevs av Ces. & De Not. 1863. Enligt Catalogue of Life ingår Leptosphaeria helminthospora i släktet Leptosphaeria,  och familjen Leptosphaeriaceae, men enligt Dyntaxa är tillhörigheten istället släktet Leptosphaeria,  och familjen Phaeosphaeriaceae. Arten är reproducerande i Sverige. Inga underarter finns listade i Catalogue of Life.